# Valea Poienii (Remete község)
Valea Poienii falu Romániában, Erdélyben, Fehér megyében.
Az 1956-os népszámlálás előtt Remete része volt. 1956-ban 290, 1966-ban 258, 1977-ben 199, 1992-ben 93, 2002-ben pedig 54 román lakosa volt.